# Michael Keränen
Michael Tommy Juhani Keränen (* 4. Januar 1990 in Stockholm, Schweden) ist ein finnischer Eishockeyspieler, der zuletzt bis zum Ende der Saison 2024/25 beim Ferencvárosi TC aus der rumänisch-ungarischen Erste Liga unter Vertrag gestanden und dort auf der Position des Stürmers gespielt hat. Zuvor war Keränen hauptsächlich in der finnischen Liiga aktiv, wo er fast 400 Partien absolvierte und im Jahr 2014 sowohl die Kultainen kypärä als auch die Lasse-Oksanen-Trophäe erhielt.

## Karriere

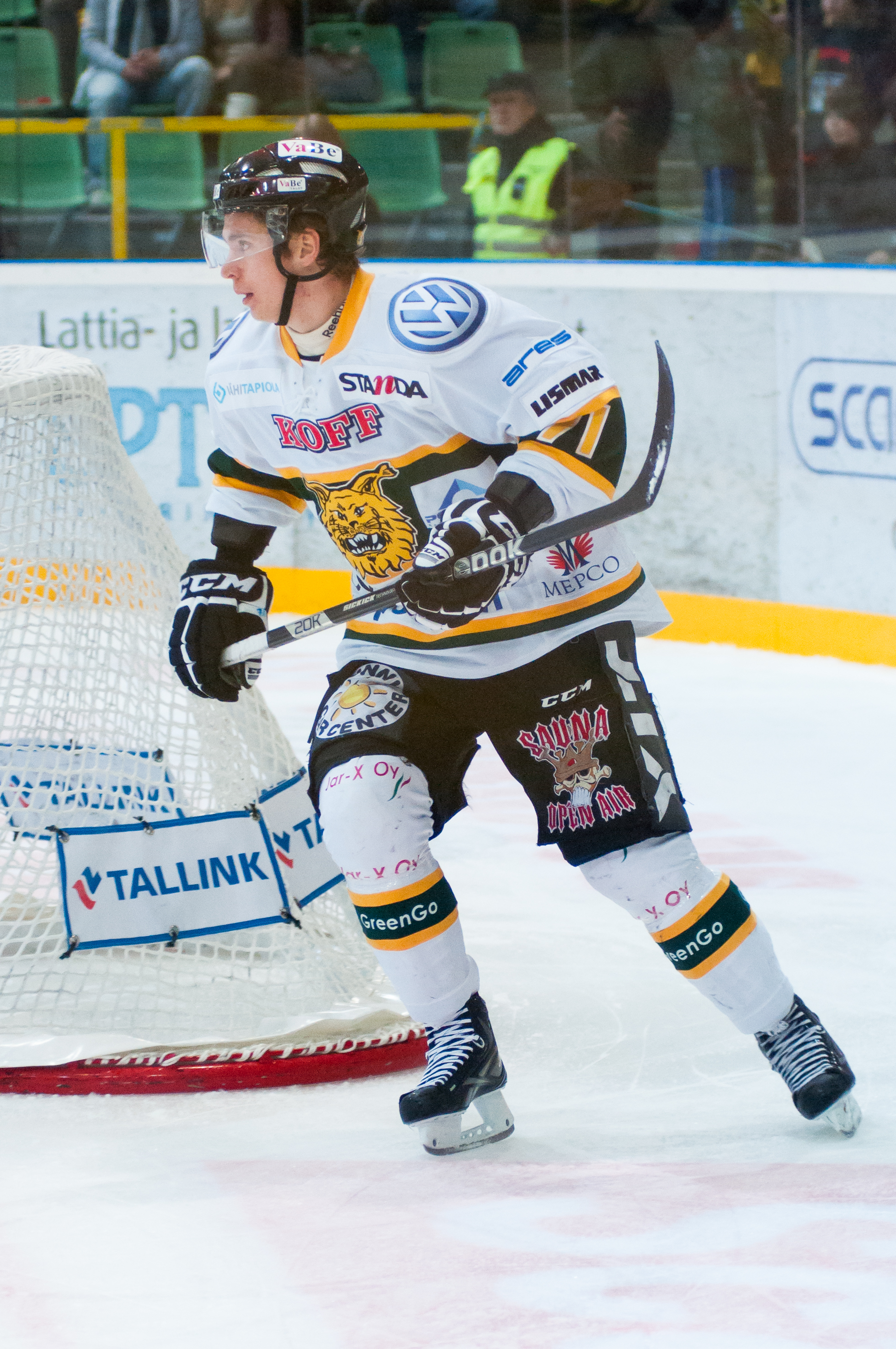
Keränen im Trikot von Tampereen Ilves (2012)

Keränen stand zu Beginn seiner Karriere zwischen 2004 und 2007 für die Juniorenmannschaften von Tappara auf dem Eis, bevor er zur Saison 2007/08 in die Nachwuchsabteilung von Tampereen Ilves wechselte. In der Spielzeit 2009/10 gab er sein Debüt für die Profimannschaft in der SM-liiga und kam im folgenden Jahr regelmäßig in der höchsten Spielklasse zum Einsatz, wo er insgesamt 11 Scorerpunkte aus 42 Partien verzeichnete. In den folgenden Spielzeiten konnte er seine Offensivleistungen jährlich steigern und wurde im Anschluss an die Saison 2013/14 mit 17 Treffern und 35 Vorlagen mit der Lasse-Oksanen-Trophäe als bester Akteur der Hauptrunde sowie mit dem goldenen Helm als bester Spieler der Liga insgesamt ausgezeichnet. Zudem debütierte er im gleichen Jahr für die Nationalmannschaft seines Landes und nahm dabei an der Euro Hockey Tour teil.
Im Anschluss erhielt Keränen einen Vertrag bei den Minnesota Wild aus der National Hockey League (NHL) und wechselte im Sommer 2014 nach Nordamerika. Dort kam er in der Saison 2014/15 ausschließlich beim Farmteam Iowa Wild in der American Hockey League (AHL) zum Einsatz und erhielt im Anschluss eine einjährige Vertragsverlängerung. Im November 2015 gab der Finne beim Spiel gegen die Pittsburgh Penguins sein Debüt für Minnesota in der höchsten Spielklasse Nordamerikas, wurde jedoch anschließend wieder in die AHL versetzt.
Im Februar 2016 wurde Keränen im Tausch für Conor Allen an die Ottawa Senators abgegeben. Diese setzten ihn bis zum Ende der Spielzeit bei den Binghamton Senators in der AHL ein, ehe er sich im April 2016 zu einer Rückkehr in die Heimat entschloss und einen Vertrag bei Jokerit aus der Kontinentalen Hockey-Liga unterzeichnete. Ende November 2016 trennte man sich "in beiderseitigem Einvernehmen", Keränen hatte 25 KHL-Einsätze für Jokerit absolviert. Am 6. Dezember 2016 meldete Tampereen Ilves aus der finnischen Liiga seine Verpflichtung. Bei dem Verein hatte er einst sein Profidebüt gegeben.
Nach der Rückkehr zu seinem Ausbildungsverein wechselte er zur Saison 2017/18 zum Ligakonkurrenten KooKoo. Da die Mannschaft die Playoffs verpasste, beendete der Stürmer die Spielzeit beim Genève-Servette HC in der Schweizer National League. Anschließend zog es Keränen in die Svenska Hockeyligan (SHL), wo er eine Spielzeit für Mora IK auf Torejagd ging. In der durch die COVID-19-Pandemie geprägten Saison 2019/20 lief der Finne zunächst für den EHC Visp in der zweitklassigen Swiss League auf, ehe er wieder in die finnische Liiga zurückkehrte. Dort ging er bis zum Frühjahr 2020 für Helsingfors IFK aufs Eis. Zwischen Sommer 2020 und dem Saisonende 2021/22 spielte Keränen dann für Vaasan Sport. Zur Saison 2022/23 verpflichteten die Bietigheim Steelers aus der Deutschen Eishockey Liga (DEL) den erfahrenen Angriffsspieler, der den Abstieg in die DEL2 am Ende der Spielzeit aber nicht verhindern konnte und daraufhin keinen neuen Vertrag erhielt.
Im Oktober 2023 wechselte Keränen zum tschechischen Zweitligisten PSG Berani Zlín, wo er bis zur einvernehmlichen Vertragsauflösung im Januar 2024 insgesamt 17 Spiele absolvierte. Danach zog es ihn noch im selben Monat zu den Odense Bulldogs aus der dänischen Metal Ligaen. Nachdem der Finne dort die Saison beendet hatte, wechselte er im Oktober 2024 für ein Jahr zum Ferencvárosi TC aus der rumänisch-ungarischen Erste Liga.

## Erfolge und Auszeichnungen
- 2014 Kultainen kypärä
- 2014 Lasse-Oksanen-Trophäe
- 2014 Liiga All-Star-Team

## Karrierestatistik
Stand: Ende der Saison 2024/25
(Legende zur Spielerstatistik: Sp oder GP = absolvierte Spiele; T oder G = erzielte Tore; V oder A = erzielte Assists; Pkt oder Pts = erzielte Scorerpunkte; SM oder PIM = erhaltene Strafminuten; +/− = Plus/Minus-Bilanz; PP = erzielte Überzahltore; SH = erzielte Unterzahltore; GW = erzielte Siegtore; 1 Play-downs/Relegation; Kursiv: Statistik nicht vollständig)